# Liste de genres de musique électronique
 (avril 2020).
Si vous disposez d'ouvrages ou d'articles de référence ou si vous connaissez des sites web de qualité traitant du thème abordé ici, merci de compléter l'article en donnant les références utiles à sa vérifiabilité et en les liant à la section « Notes et références ».
La musique électronique contemporaine inclut de nombreux genres musicaux.

## Liste
- Ambient
  - Ambient dub
  - Ambient industriel
  - Dark ambient
  - Drone
- Breakbeat
  - Acid breaks
  - Baltimore club
  - Big beat
  - Broken beat
  - Florida breaks
    - Nu-funk
    - Miami bass

  - Jersey club
  - Nu skool breaks
- Disco
  - Afro / Cosmic disco
  - Disco polo
  - Euro disco
  - Italo disco
  - Space disco
- Downtempo
  - Acid jazz
  - Chill-out
  - New age
    - Musique planante

  - Trip hop
- Drum and bass
  - Darkstep
  - Deepstep
  - Drill and bass
  - Drumstep
  - Funkstep
  - Hardstep
  - Jump-up
  - Liquid funk
  - Neurofunk
    - Neurohop

  - Sambass
  - Techstep
- Dub
- Electro
  - Freestyle
- Musique électroacoustique
  - Musique concrète (Musique acousmatique)
  - Musique mixte
- Trap
  - Drill
- Rock électronique
  - Indie dance
    - Indietronica

  - Cold wave
  - Dance-punk
  - Dark wave
  - Electroclash
  - Electronicore
  - Synthpunk
  - Heavenly voices
  - Krautrock
  - Minimal wave
  - New rave
  - Nu gaze
  - Space rock
  - Synthpop
- Electronica
  - École de Berlin
  - Chillwave
  - Dubtronica
  - Ethnic electronica
    - Worldbeat

  - Folktronica
  - Funktronica
  - Laptronica
  - Livetronica
  - Synthwave
    - Darksynth

  - Vaporwave
- Techno hardcore/Gabber
  - Acidcore
  - 4-beat
  - Breakbeat hardcore
  - Happy gabber
  - Breakcore
  - Digital hardcore
  - Terrorcore
  - Darkcore
  - Frenchcore
  - Rawstyle
  - Uptempo
  - Happy hardcore
  - Makina
  - Speedcore
  - UK hardcore
- Hardstyle
  - Big room hardstyle
  - Dubstyle
  - Jumpstyle
  - Lento violento
  - Hardbass
- Hi-NRG
  - Eurobeat
  - Eurodance
    - Bubblegum dance
    - Italo dance
- House music
  - Acid house
  - Afro house
  - Ambient house
  - Balearic beat
  - Bass house
  - Chicago house
  - Deep house
    - Future house
    - Tropical house

  - Diva house/Handbag house
  - Electro house
    - Big room house
    - Complextro
    - Fidget house
    - Moombahton
      - Moombahcore

    - Subground

  - Electro swing
  - French touch
  - Funky house
  - Garage house
  - Ghetto house
    - Ghettotech

  - Hardbag
  - Hard house
    - Hard NRG
      - Nu-NRG

  - Hip-house
  - Italo house
  - Nu jazz
  - Kidandali
  - Kwaito
  - Latin house
  - Microhouse/Minimal house
  - New beat
  - Nu-disco
  - Organic house
  - Outsider house
  - House progressive
  - Rara tech
  - Tech house
  - Tribal house
  - Witch house/Drag
- Musique industrielle
  - Aggrotech
  - Électro-industriel
  - Dark electro
  - Electronic body music
  - Futurepop
  - Metal industriel
  - Rock industriel
  - Japanoise
  - Neue Deutsche Härte
  - Power electronics
    - Death industriel

  - Power noise
- IDM
  - Glitch
    - Glitch-Hop

  - Wonky
- Jungle
  - Darkcore
  - Raggacore
- Post-disco
  - Boogie
  - Synthpop
  - Dance-pop
  - Dance-punk
- Techno
  - Acid techno
  - Free tekno
  - Nortec
  - Tribe
  - Darktechno
  - Schranz
  - Techdombe
  - Techno de Détroit
  - Techno minimale
    - Dub techno

  - Tecno-brega
  - Turbine[1]
- Trance
  - Acid trance
  - Balearic trance
  - Trance Beyrouth
  - Dream trance
  - Trance Goa
  - Hard trance
  - Nitzhonot
  - Trance psychédélique
    - Suomisaundi

  - Trance progressive
  - Tech trance
  - Tropical trance
  - Uplifting trance
  - Trance vocale
  - Hi-Tech
  - Psycore
  - Forest
  - Darkpsy
  - Psygressive
- UK garage
  - 2-step garage
    - Dubstep
      - Brostep
      - Chillstep
      - Gorestep [réf. souhaitée]

  - Breakstep
  - Future garage
  - Grime
    - Grindie

  - Speed garage
    - Bassline/4x4 garage

  - UK funky
- Musique de jeu vidéo
  - Chiptune
    - Bitpop
    - Game Boy music

  - Nintendocore
  - Skweee